# Bas Westerweel
Bas Westerweel (Amsterdam, 16 mei 1963) is een Nederlands radio-en televisiepresentator en oud AVRO Hilversum 3 en Radio 3 dj.

## Biografie
Halverwege de jaren 80 van de 20e eeuw begon Westerweel als jong talent bij de AVRO. Hij nam, aanvankelijk samen met Léonie Sazias, de presentatie van het programma Toppop over van Kas van Iersel. Ook was hij invaller op de AVRO maandag op Hilversum 3 en presenteerde hij korte tijd Arbeidsvitaminen en van januari tot eind september 1992 voor het tijdelijke samenwerkingsverband "AKN Station 3" van zaterdag tot en met maandag op Radio 3. In het seizoen 1987-1988 (het laatste jaar van Toppop) was hij de enige presentator. Hij presenteerde onder meer in het voorjaar van 1991 op Nederland 2 De Sleutels van Fort Boyard, het kindermatinee Alles Kits en in 1995/1997 presenteerde hij het avonturenspel Duel over de grens. Hij zou uiteindelijk 17 jaar voor de AVRO werken. Verder werkte hij onder meer mee aan het Het Klokhuis. Sinds 2002 werkte Westerweel als 'creative director' bij een communicatieadvies- en reclamebureau dat zich richtte op kinderen en jongeren. In 2005 sprak hij de stem in van Plankton voor de Nederlandstalige versie van de film over SpongeBob SquarePants. Vanaf september 2005 presenteerde hij voor Teleac het programma Bij ons thuis; vanaf begin maart 2006 was hij te zien in het programma McDonald's kitchen van LLiNK en vanaf augustus 2006 in Zomerzin van Llink. In september 2006 deed hij mee met de speciale VIP-editie van Peking Express. In het najaar van 2006 presenteerde hij voor TELEAC het programma Hoofdstad Weesp. Westerweel nam in het voorjaar van 2007 deel aan het SBS6-programma Sterren dansen op het ijs.
Van september 2009 tot juli 2010 vertolkte Westerweel de rol van Sam in de nieuwe productie van de musical Mamma Mia!.
Samen met zijn zoon Sebastiaan heeft hij de film Astro Boy ingesproken. De film beleefde in 2010 zijn première.
Vanaf 2010 was Westerweel regelmatig te zien bij RTL 4. Hij presenteerde dat jaar het natuurprogramma Lopen over Water en enige tijd iedere woensdag Koffietijd, naast Loretta Schrijver.
In 2013 presenteerde Westerweel een ochtendshow op Sublime FM onder de naam 'Morning Mister Radio!' In 2014 was hij co-presentator van het radioprogramma 'NH Weekendspits' bij omroep NH.
In 2021 vertolkte hij de Nederlandstalige stem van Ernst in de film Frambozen met mosterd.

## Programma's
| Zender/Omroep     | Programma                                           | Jaartal(len) | Opmerkingen                                                                                    |
| ----------------- | --------------------------------------------------- | ------------ | ---------------------------------------------------------------------------------------------- |
| VARA              | De Smurfen                                          | 1985-1988    | stemmen van: Mijnwerkersmurf (tot seizoen 5), Cowboysmurf, Verslaggeversmurf                   |
| AVRO              | David de kabouter                                   | 1989-1998    | diverse stemmen                                                                                |
| AVRO              | Toppop                                              | 1986-1988    | 1986/1987 samen met Léonie Sazias                                                              |
| AVRO              | De Sleutels van Fort Boyard                         | 1991         | samen met Ria Visser                                                                           |
| AKN               | Alles Kits                                          | 1992-1994    | samen met Minoesch Jorissen                                                                    |
| AVRO              | Déjà vu                                             | 1994-1995    |                                                                                                |
| AVRO              | De Confettieclub                                    | 1994         | Afwisselend met Judith de Bruijn                                                               |
| AKN               | Klimrek Quiz                                        | 1995-1996    |                                                                                                |
| AVRO              | Duel over de Grens                                  | 1995-1997    | met Nicole Adriaens, Judith de Bruijn, Roeland Kooijmans en Ben van der Burg                   |
| AVRO              | De On(t)roerend goed show                           | 1995-1996    |                                                                                                |
| AVRO              | Voor elkaar                                         | 1995-1997    |                                                                                                |
| AVRO              | Preferenties                                        | jaren 90     |                                                                                                |
| AVRO              | Bestemming Schiphol                                 | 1996         |                                                                                                |
| NTR               | Het Klokhuis                                        | 1990-1994    |                                                                                                |
| Teleac/NOT        | Schooltv-weekjournaal                               | 1991-1997    | samen/afwisselend met Dieuwertje Blok (1991-1995), Rocky Tuhuteru (1995), Inge Tol (1996-1997) |
| Teleac            | Bij ons thuis                                       | 2005-2006    | samen met Pernille la Lau                                                                      |
| Teleac            | Hoofdstad Weesp                                     | 2006         |                                                                                                |
| Teleac            | Wie het weet mag het zeggen: Wat heb ik aan Europa? | 2006         | eenmalig                                                                                       |
| LLiNK             | McDonald's Kitchen                                  | 2006-2007    | samen met kok Andy McDonald                                                                    |
| LLiNK             | Zomerzin                                            | 2006         |                                                                                                |
| LLiNK             | LLiNK in Natura                                     | 2007-2009    |                                                                                                |
| RTL 4             | Lopen Over Water                                    | 2010         |                                                                                                |
| RTL 4             | Koffietijd                                          | 2010         | samen met Loretta Schrijver                                                                    |
| RTL 4             | 4ME                                                 | 2011-2014    | samen met Chimène van Oosterhout                                                               |
| RTV Noord-Holland | Tussen Zoet & Zout                                  | 2010         |                                                                                                |
| Nickelodeon       | SpongeBob SquarePants                               | 2002-2012    | Stem: Sheldon J. Plankton                                                                      |
| Jetix             | Totally Spies                                       | 2001         | Stem: Tim Scam (Mac Smit)                                                                      |
| Sublime FM        | Morning Mr. Radio                                   | 2013         |                                                                                                |
| NH                | NH Weekendspits                                     | 2014         |                                                                                                |

## Privé
- Westerweel was tussen 1998 en 2010 getrouwd met actrice Babette van Veen. Hij heeft vier kinderen uit twee huwelijken, waarvan twee met Van Veen.
- Hij is een kleinzoon van de verzetsstrijders Joop en Willy Westerweel.[3][4]